# بينيديكت دورش
بينيديكت دورش (بالألمانية: Benedikt Dorsch)‏ مواليد 10 يناير 1981 في غارميش-بارتنكيرشن، هو لاعب كرة مضرب ألماني بدأ مسيرته كمحترف سنة 2005 يلعب باليد اليمنى. أعلى تصنيف له في الفردي كان المركز الـ 127 في سنة 2009. أعلى تصنيف له في الزوجي كان المركز الـ 189 في سنة 2008.

## النهائيات

### الفردي: (2)
| الرقم | السنة | الدورة       | الأرضية | المنافس في النهائي | النتيجة في النهائي |
| ----- | ----- | ------------ | ------- | ------------------ | ------------------ |
| 1.    | 2007  | بينزا، روسيا | صلبة    | ميخائيل ليدوفسكيخ  | 7–5, 5–7, 6–1      |
| 2.    | 2008  | بينزا، روسيا | صلبة    | سيرجي ستاخوفسكي    | 1–6, 6–4, 7–6(8–6) |

### الزوجي: (2)
| الرقم | السنة | الدورة                  | الأرضية | الشريك    | المنافس في النهائي      | النتيجة في النهائي |
| ----- | ----- | ----------------------- | ------- | --------- | ----------------------- | ------------------ |
| 1.    | 2008  | دالاس، الولايات المتحدة | صلبة    | بورن بهاو | سكوت ليبسكي ديفيد مارتن | 6–4, 6–4           |
| 2.    | 2008  | ريكاناتي، إيطاليا       | صلبة    | بورن بهاو | يو شينيوان تسنغ شاوخوان | 6–3, 7–5           |

## روابط خارجية
- بينيديكت دورش على موقع رابطة محترفي التنس (الإنجليزية)
- بينيديكت دورش على موقع الاتحاد الدولي لكرة المضرب (الإنجليزية)
- بينيديكت دورش على موقع خلاصة التنس.كوم (الإنجليزية)
- بينيديكت دورش على موقع إي إس بي إن.كوم (الإنجليزية)